# Brasiliorchis picta
Pintora-brasileira (Brasiliorchis picta) é uma espécie botânica, originária do Brasil e Argentina, pertencente à família das orquídeas (Orchidaceae). Trata-se de espécie muito variável, com morfologias diversas, que foram descritas com muitos nomes diferentes ao longo dos anos. Na realidade trata-se de um grupo de espécies de difícil separação modernamente consideradas mais como um complexo de espécies. Até recentemente eram classificadas no gênero Maxillaria.
Sob o ponto de vista fitoquímico, a espécie se caracteriza pela presença de estilbenos, triterpenos cicloartânicos, xantona e derivados do ácido quínico. Os extratos desta espécie apresentaram atividades contra células cancerosas de glioma e mama.